# 25 (альбом A-ha)
25 — сборник норвежской группы A-ha, изданный 19 июля 2010 года лейблами Rhino Records и Warner Bros Records.

## Об альбоме
25 является последним официально изданным сборником группы, так как A-ha после выхода студийного альбома Foot of the Mountain в 2009 году объявили о распаде. Альбом содержит в себе как известные хиты, так и эксклюзивные ремиксы на синглы коллектива. Также, в него была включена новая композиция «Butterfly, Butterfly (The Last Hurrah)», ставшая синглом и выпущенная 5 июля для цифровой загрузки. Премьера песни, автором которой стал Пол Воктор-Савой, состоялась 14 июня 2010 года. 25 был издан на двух дисках в комплекте с которыми прилагалось DVD-издание. Японская версия альбома отличается от оригинального релиза: в ней присутствуют треки «Rolling Thunder», «And You Tell Me», «Living a Boy’s Adventure Tale», «Out of Blue Comes Green», «Here I Stand and Face the Rain», «The Weight of the Wind», «Waiting for Her».
Рецензент сайта Allmusic Стивен Томас Эрлевайн дал положительный отзыв альбому. Он посчитал, что сборник, выпущенный к празднованию 25-летия существования группы на сцене, не подойдёт для обычного слушателя. Он предположил, что те, которые ожидали наличия в альбоме лишь одной «Take on Me», вероятно, будут удивлены, так как коллекция с 39 песнями вполне всеобъемлющая. Кроме этого, рецензент добавил, что для преданных поклонников A-ha, 25 станет прекрасным подарком.

## Список композиций
Диск 1
1. «Take on Me» — 3:49 из альбома Hunting High and Low
2. «The Blue Sky» — 2:36 из альбома Hunting High and Low
3. «The Sun Always Shines on T.V.» — 5:08 из альбома Hunting High and Low
4. «Train of Thought» (7" remix) — 4:15 из альбома Hunting High and Low
5. «Hunting High and Low» (7" remix) — 3:48 из альбома Hunting High and Low
6. «I've Been Losing You» — 4:26 из альбома Scoundrel Days
7. «Scoundrel Days» — 4:00 из альбома Scoundrel Days
8. «The Swing of Things» — 4:15 из альбома Scoundrel Days
9. «Cry Wolf» — 4:06 из альбома Scoundrel Days
10. «Manhattan Skyline» (edit version) — 4:21 из альбома Scoundrel Days
11. «The Living Daylights» — 4:12 из альбома Stay on These Roads
12. «Stay on These Roads» — 4:46 из альбома Stay on These Roads
13. «Touchy!» (UK DJ edit) — 3:38 из альбома Stay on These Roads
14. «There’s Never a Forever Thing» — 2:51 из альбома Stay on These Roads
15. «You Are the One» (7" remix) — 3:50 из альбома Stay on These Roads
16. «The Blood That Moves the Body» (Two-Time Gun Remix) — 4:08 из альбома Stay on These Roads
17. «Crying in the Rain» — 4:21 из альбома East of the Sun, West of the Moon
18. «Early Morning» — 2:59 из альбома East of the Sun, West of the Moon
19. «Slender Frame» — 3:43 из альбома East of the Sun, West of the Moon
20. «I Call Your Name» (Special DJ Edit) — 4:29 из альбома East of the Sun, West of the Moon

Диск 2
1. «Move to Memphis» (single version) — 4:17 со сборника Headlines and Deadlines — The Hits of A-ha
2. «Dark is the Night for All» — 3:45 из альбома Memorial Beach
3. «Cold as Stone» (Remix) — 4:33 из альбома Memorial Beach
4. «Angel in the Snow» (edit) — 4:07 из альбома Memorial Beach
5. «Shapes That Go Together» — 4:14 выпущен как сингл
6. «Summer Moved On» — 4:37 из альбома Minor Earth Major Sky
7. «Minor Earth Major Sky» (Niven’s Radio Edit) — 4:02 из альбома Minor Earth Major Sky
8. «The Sun Never Shone That Day» (radio edit) — 3:31 из альбома Minor Earth Major Sky
9. «Velvet» — 4:20 из альбома Minor Earth Major Sky
10. «Forever Not Yours» — 4:06 из альбома Lifelines
11. «Lifelines» — 4:17 из альбома Lifelines
12. «Did Anyone Approach You?» — 4:11 из альбома Lifelines
13. «Celice» — 3:40 из альбома Analogue
14. «Analogue (All I Want)» — 3:49 из альбома Analogue
15. «Cosy Prisons» (Radio Mix) — 3:58 из альбома Analogue
16. «Foot of the Mountain» — 3:57 из альбома Foot of the Mountain
17. «Nothing Is Keeping You Here» (single remix) — 3:05 из альбома Foot of the Mountain
18. «Shadowside» (single edit) — 3:31 из альбома Foot of the Mountain
19. «Butterfly, Butterfly (The Last Hurrah)» — 4:10 ранее не издавался

- «Hunting High and Low» (slow version demo) — 3:45 (German Amazon.de bonus track)[8]
- «Butterfly, Butterfly (The Last Hurrah)» (Steve Osborne Version) — 4:28 (Canadian iTunes Deluxe Edition bonus track)

## Места в хит-парадах и сертификации
| Страна             | Место |
| ------------------ | ----- |
| Австрия            | 9     |
| Бельгия (Валлония) | 35    |
| Бельгия (Фландрия) | 87    |
| Великобритания     | 10    |
| Венгрия            | 34    |
| Германия           | 2     |
| Дания              | 27    |
| Европа             | 76    |
| Испания            | 55    |
| Нидерланды         | 73    |
| Норвегия           | 6     |
| Россия             | 8     |
| Швейцария          | 6     |
| Япония             | 203   |

| Страна               | Статус        |
| -------------------- | ------------- |
| Великобритания (BPI) | Серебряный    |
| Германия (BVMI)      | Платиновый    |
| Норвегия (IFPI)      | 2х Платиновый |

## Участники записи
A-ha
- Мортен Харкет — основной вокал, композитор
- Магне Фурухольмен — клавишные, продюсер, композитор
- Пол Воктор-Савой — гитара, продюсер, композитор

А также
- Билл Инглот — продюсер, ремастеринг
- Лорен Савой, Мартин Сэндберг, Оле Сверре Олсен, Кэрол Кинг, Ховард Гринфилд — композиторы
- Кристофер Нил, Иэн Стэнли, Тони Мэнсфилд, Макс Мартин, Стивен Хог, Джейсон Корсаро, Мартин Лэндкуист, David Z — продюсеры
- Алан Тарни — продюсер, ремиксы
- Майкл Илберт — продюсер, ремиксы
- Джон Хадсон, Род Хуэй — ремиксы
- Дэн Хэрш — ремастеринг
- Нат Брай — обложка
- Стиан Андерсен — фотография группы
- Майкл Брауэр — микширование
- Джон Барри — композитор, продюсер
- Глен Накасако, Джери Хейден — арт-директора́
- Дэйв Шульц, Дэн Херш — ремастеринг